# St. Kilian
St. Kilian é uma vila e antigo município da Alemanha localizado no distrito de Hildburghausen, estado da Turíngia. Desde 6 de julho de 2018, faz parte do município de Schleusingen.